# Xenanthura linearis
Xenanthura linearis là một loài chân đều trong họ Hyssuridae. Loài này được Pillai miêu tả khoa học năm 1954.